# Yeşilhisar (Hocalar)
Yeşilhisar (auparavant Ahurhisar) est un village du district de Hocalar de la province d'Afyonkarahisar. Le maire de la commune se nomme Abdülkadir Ilhan et est membre du parti politique de l'AKP.

## Quartiers
La commune est composée de 4 quartiers :
- le quartier de Cumhuriyet, dont le maire de quartier se nomme Mustafa Korkmaz ;
- le quartier de Fatih, dont le maire de quartier est Hüseyin Tanrıkulu ;
- le quartier de Hisar, qui a pour maire de quartier Ahmet Eyvaz ;
- le « Nouveau-Quartier » ou le quartier de Yeni est gouverné par Himmet Kara.